# 5180 Ohno
Az 5180 Ohno (ideiglenes jelöléssel 1989 GF) a Naprendszer kisbolygóövében található aszteroida. Fudzsii Tecuja és Vatanabe Kazuró fedezte fel 1989. április 6-án.